# محمد طیبی
محمد طیبی (زادهٔ ۲۰ شهریور ۱۳۶۵) بازیکن بازنشسته فوتبال اهل ایران است که در پست مدافع میانی بازی می‌کرد.

## زندگی شخصی
او متولد سال ۱۳۶۵ در روستای آل طیب واقع در شهرستان بهبهان است. او در چهارده سالگی به تیم جوانان پرسپولیس بهبهان پیوست.
او از سن ۱۴–۱۵ به کارگری مشغول بود و علاوه بر کارگری مشغول فوتبال بود. حتی در برنامه نود اعلام کرد که از کارگری در رستوران به این مکان رسیده است.
او پس از درخشش زیاد به تیم نفت امیدیه پیوست اما درخشش او به اینجا محدود نشد. او سپس با تست دادن در استقلال خوزستان که به تازگی به لیگ دسته یک آمده بود، پذیرفته شد
و با این تیم به لیگ برتر صعود کرد و حتی کاپیتان تیم هم شد و با این تیم به قهرمانی در لیگ برتر رسید.

## دوران حرفه ای

### استقلال خوزستان
وی از سال ۲۰۱۲ تا ۲۰۱۷ عضو تیم استقلال خوزستان بود و با این تیم به قهرمانی در لیگ برتر رسید.

### القطر
وی در سال ۲۰۱۷ به القطر پیوست و در ۱۰ مسابقه ۲ گل برای این باشگاه به ثمر رساند.

### پارس جنوبی جم
طیبی در نیم فصل دوم و در سال ۲۰۱۸ به پارس جنوبی پیوست و نیم فصل را در این باشگاه گذراند.

### تراکتور
محمد طیبی در سال ۲۰۱۸ به تراکتور پیوست و تا پایان فصل برای تراکتور ۳۰ بازی انجام داد.

### نفت مسجد سلیمان
وی در سال ۲۰۱۹ به نفت مسجد سلیمان پیوست. وپس از نیم فصل از این تیم جداشد.

### سپاهان
محمد طیبی در سال ۲۰۲۰ به سپاهان پیوست. وی اولین گل رسمی خود برای سپاهان را در تاریخ ۱۳ فوریه ۲۰۲۰ مقابل العین امارات در لیگ قهرمانان آسیا به ثمر رساند.

## آمار حرفه ای
| عملکرد    | عملکرد          | عملکرد      | لیگ      | لیگ      | جام      | جام      | قاره‌ای | قاره‌ای | مجموع | مجموع |
| فصل       | باشگاه          | لیگ         | بازی     | گل       | بازی     | گل       | بازی   | گل     | بازی  | گل    |
| ایران     | ایران           | ایران       | لیگ برتر | لیگ برتر | جام حذفی | جام حذفی | آسیا   | آسیا   | مجموع | مجموع |
| --------- | --------------- | ----------- | -------- | -------- | -------- | -------- | ------ | ------ | ----- | ----- |
| ۲۰۱۲–۲۰۱۳ | استقلال خوزستان | لیگ برتر    | ۲۵       | ۱        | ۰        | ۰        | ۰      | ۰      | ۲۵    | ۱     |
| ۲۰۱۳–۲۰۱۴ | استقلال خوزستان | لیگ برتر    | ۲۷       | ۱        | ۱        | ۰        | ۰      | ۰      | ۲۸    | ۱     |
| ۲۰۱۴–۲۰۱۵ | استقلال خوزستان | لیگ برتر    | ۳۰       | ۱        | ۲        | ۰        | ۰      | ۰      | ۳۲    | ۱     |
| ۲۰۱۵–۲۰۱۶ | استقلال خوزستان | لیگ برتر    | ۲۸       | ۱        | ۱        | ۰        | ۰      | ۰      | ۲۹    | ۱     |
| ۲۰۱۶–۲۰۱۷ | استقلال خوزستان | لیگ برتر    | ۲۵       | ۲        | ۰        | ۰        | ۸      | ۰      | ۳۳    | ۲     |
| جمع       | جمع             | جمع         | ۱۳۵      | ۶        | ۴        | ۰        | ۸      | ۰      | ۱۴۷   | ۶     |
| ۲۰۱۷–۲۰۱۸ | القطر           | لیگ ستارگان | ۱۰       | ۲        | ۰        | ۰        | ۰      | ۰      | ۱۰    | ۲     |
| ۲۰۱۷–۲۰۱۸ | پارس جنوبی جم   | لیگ برتر    | ۶        | ۰        | ۰        | ۰        | ۰      | ۰      | ۶     | ۰     |
| ۲۰۱۸–۲۰۱۹ | تراکتور         | لیگ برتر    | ۳۰       | ۰        | ۲        | ۰        | ۰      | ۰      | ۳۲    | ۰     |
| ۲۰۱۹–۲۰۲۰ | نفت مسجد سلیمان | لیگ برتر    | ۱۶       | ۱        | ۳        | ۰        | ۰      | ۰      | ۱۹    | ۱     |
| ۲۰۱۹–۲۰۲۰ | سپاهان          | لیگ برتر    | ۳        | ۰        | ۰        | ۰        | ۱      | ۱      | ۴     | ۱     |
| مجموع     | مجموع           | مجموع       | ۲۰۰      | ۹        | ۹        | ۰        | ۹      | ۱      | ۲۱۸   | ۱۰    |

## افتخارات

### استقلال خوزستان
- لیگ برتر: ۲۰۱۵–۲۰۱۶
- لیگ آزادگان: ۲۰۱۲–۲۰۱۳
- سوپرجام: ۲۰۱۶ نایب قهرمان